# Гайдай, Александр Иович
Алекса́ндр Ио́вич Гайда́й (22 апреля 1919, Свободный, Амурская область, Российское государство — 27 октября 1994, Иркутск, Россия) — советский журналист, поэт, фронтовой корреспондент, старший брат кинорежиссёра Леонида Гайдая. Заслуженный работник культуры РСФСР. Член Союза журналистов СССР. Участник  Великой Отечественной войны.

## Биография
Родился 22 апреля 1919 года в городе Свободный Амурской области в семье железнодорожного служащего. В 1923 году семья перебралась в Читу, в 1931 году — в предместье Глазково города Иркутска. Окончил 10 классов средней школы, три курса физико-математического факультета Иркутского государственного университета.
В 1940 году отправился в летний военный лагерь в качестве члена литературно-шефской бригады Иркутского отделения Союза писателей СССР. Руководили бригадой Иван Молчанов-Сибирский и Георгий Марков. В бригаде принимали участие: Анатолий Ольхон, Агния Кузнецова, Иннокентий Луговской, Моисей Рыбаков.
Участник Великой Отечественной войны. В РККА с июля 1941 г. Участник советско-японской войны.
Приказом ВС 36-й армии № 7/н от: 7 сентября 1945 года фронтовой корреспондент газеты «Вперёд, к победе!» старший лейтенант Гайдай награждён орденом Отечественной войны 2-й степени за смелое и добросовестное выполнение заданий редакции, в местах проведения боёв.
Печататься начал в 1934 году. В 1947 году в Читинском книжном издательстве вышел первый сборник стихов «Стихи».
Из армии демобилизовался в 1953 году в звании майора.
С 1953 года — специальный корреспондент ТАСС.
Скончался 27 октября 1994 года (через год после смерти младшего брата Леонида).

## Награды и звания
- Орден Отечественной войны I степени (06.04.1985)[2].
- Орден Отечественной войны II степени (07.09.1945).
- Заслуженный работник культуры РСФСР.
- Медали.